# Mie Mørkeberg
Mie Mørkeberg (født 7. august 1980) er en dansk kunstmaler og billedkunstner. Hun blev uddannet fra Det Kongelige Danske Kunstakademi 1999-2006.

## Karriere
Hun startede med at male malerier uden personer og med kaos og katastrofer. Hun lavede på et tidspunkt i starten af 2010'erne et forslag til udsmykning af alteret i Skjern Kirke, men det blev ikke til noget, da Nationalmuseet ikke anbefalede det. Senere begyndte hun dog at male menneskemotiver. Blandt andet selvportrætter af sig selv som bokser. Hun har blandt andet malet et maleri på 3x7 meter, der hænger i FN-byen i København. Hun har også udstillet flere gange på Trapholt. I 2024 blev der offentliggjort et maleri af 30 betydningsfulde danske kvindelige politikere (Samtalen 1918-2024), som hun har malet. Det hænger i samtaleværelset i Folketinget.